# Age of Empires Online
Age of Empires Online is het vierde deel uit de reeks computerspellen van Age of Empires, ontwikkeld door Robot Entertainment en, sinds 24 februari 2011, door Gas Powered Games. Age of Empires Online is uitgegeven door Microsoft Game Studios. Het spel is op 16 augustus 2010 aangekondigd en 16 augustus 2011 uitgebracht als een gratis speelbaar, downloadbaar spel. Gebruikers konden door middel van premium-content het spel uitbreiden.

## Speelwijze
Age of Empires Online is een real-time-strategyspel met MMO-elementen. Het speelt zich zoals het eerste deel van de serie, Age of Empires, af in de periode van de klassieke oudheid. Net als in de vorige delen begint de speler een match met alleen een hoofdgebouw dat wordt uitgebouwd tot een groot gebied met diverse gebouwen voor militaire productie, verzameling van goederen, handel, zeevaart en onderzoek. Bij dit proces moet de speler grondstoffen en goud verzamelen, eenheden bouwen, technologieën onderzoeken en de tegenstander verslaan.
De speler kan tijdens een match verschillende soorten eenheden maken, van boogschutters, infanterie en cavalerie, tot de meer exotische eenheden, zoals krijgsolifanten en belegeringstorens. De meeste eenheden hebben een specifiek voordeel tegenover een andere eenheid, om ervoor te zorgen dat spelers een gebalanceerd en gevarieerd leger opbouwen.

### Hoofdstad
Het concept van het hebben van een eigen hoofdstad kwam in Age of Empires III al naar voren. In dit deel is dit aspect in grote mate uitgebreid, wat het spel een RPG-element heeft gegeven. Ook in dit deel bezit de speler een eigen hoofdstad die nog verder is aan te passen dan eerder het geval was. De speler kan er missies aannemen van verschillende personages (npc's) om ervaringspunten te verwerven - waarmee het niveau van de speler stijgt - en om beloningen te ontvangen. Naarmate het spel vordert, worden ook de missies steeds moeilijker.
Ook bevinden zich in de hoofdstad verschillende soorten gebouwen. Gebouwen hebben elk een eigen functie, namelijk:
Paleishet hoofdgebouw van de hoofdstad, waarbij technologie punten kunnen worden toegepast.
Adviseurshalde speler kan kiezen tussen adviseurs die elk een voordeel bieden, zoals sneller bepaalde grondstoffen verzamelen, goedkoper eenheden produceren of het kunnen produceren van speciale eenheden. In dit gebouw kan de speler die adviseurs selecteren voor missies en PvP.
WerkplaatsenHier worden grondstoffen geproduceerd. Deze grondstoffen worden gebruikt om voorwerpen en andere gebouwen te produceren.
Ambachtsscholende speler kan twee van de acht verschillende ambachtsscholen gebruiken om voorwerpen, wapens en uitrusting te produceren.
Schatkamerhier wordt bijgehouden hoeveel goud, empire points en andere in-game valuta de speler in bezit heeft.
Ambassadevanuit hier kan de speler berichten sturen naar andere spelers. Ook is het mogelijk om in de berichten tegen betaling van in-game valuta voorwerpen te versturen.
Arenahier kan de speler een PvP-wedstrijd organiseren met andere spelers in zijn groep.
Winkelsin de hoofdstad bevinden zich verschillende soorten winkels waar wapens, uitrusting, grondstoffen, maar ook premium inhoud gekocht kan worden tegen in-game valuta.
Decoratiedecoraties zijn te verdienen met het vervullen van missies of te koop in de in-game winkels.
Het is mogelijk om de gebouwen in de eigen hoofdstad naar eigen inzicht te verplaatsen. Er kunnen ook blauwdrukken van gebouwen op verschillende manieren worden verkregen, die gebruikt kunnen worden om nieuwe gebouwen en decoratie in de hoofdstad te plaatsen.

### PvP
Ook in dit deel is het mogelijk om speler-tegen-speler (PvP) te spelen. Dit kan door middel van de Arena in de eigen hoofdstad, of in de regio Sparta. Deze laatste heeft als voordeel dat de winnende speler na elke match beloningen ontvangt, wat bij eerstgenoemde niet het geval is.
Spelers die niveau 40 hebben bereikt, kunnen meedoen aan Alliance Wars. De speler kiest dan tussen drie verschillende allianties, die ieder hun eigen voordelen hebben voor de speler. Deze alliantie strijdt dan tegen de andere in dagelijkse, wekelijkse en maandelijkse wedstrijden. Hiermee kunnen Empire Points worden verdiend. Ook zijn er per alliantie exclusieve missies en voorwerpen beschikbaar.

### Missies
Het spel heeft hiernaast ook een PvE-element in de vorm van missies, een functie die sinds dit deel in de serie is toegevoegd. Door het spel worden verschillende missies beschikbaar gemaakt bij de hoofdstad, die door de speler kan worden geaccepteerd. Een groot deel van de missies kunnen in samenwerking met een andere speler worden gespeeld. 
Als een missie uitgespeeld is, krijgt de speler ervaringspunten. Bij voldoende ervaringspunten gaat het niveau van de hoofdstad omhoog (tot maximaal niveau 40) en worden ook nieuwe missies vrijgespeeld. De speler krijgt bij ieder nieuw bereikt niveau technologiepunten, waarmee hij nieuwe eenheden en technologieën beschikbaar kan maken voor tijdens het spelen. De speler kan ook wapens en uitrusting verkrijgen, waarmee eenheden en gebouwen mee worden uitgerust. Deze uitrusting geeft verbeterde eigenschappen aan die eenheid.
Door middel van premium pakketten, genaamd Booster Packs, kunnen spelers de PvE-spelmodi Skirmish en Defense of Crete spelen. Bij Skirmish speelt de speler een match tegen computergestuurde tegenstanders. Vooraf zijn de opties aan te passen om spelomstandigheden zoals gebied en beginvoorraden te bepalen. Bij Defense of Crete wordt er verdedigd tegen tegenstanders die in steeds groter wordende hordes aanvallen. Hierbij moet de speler het vooraf vastgestelde aantal hordes zien te overleven.

### Beschavingen
Op dit moment zijn er zes verschillende beschavingen aanwezig die voor de gebruikers speelbaar zijn:
- Grieken
- Egyptenaren
- Kelten
- Perzen
- Babyloniërs
- Noren

Voor de Grieken, Egyptenaren en Kelten is er de mogelijkheid om premium content beschikbaar te maken door middel van Empire Points. Hierdoor kan de speler meer missies spelen en ook wapens en uitrusting van een hoger niveau gebruiken. De Perzen, De Noren en de Babyloniërs zijn alleen beschikbaar tegen een betaling met Empire Points en beginnen standaard op niveau 20.

## Premiumfuncties
Het grootste gedeelte van het spel kan gratis gespeeld worden, maar veel functies zijn alleen beschikbaar voor spelers die premiumopties hebben aangeschaft. Vanaf 14 juni 2012 heeft Microsoft, door een update, ervoor gezorgd dat premiumfuncties in het spel ook aangeschaft kunnen worden met in-game punten, genaamd empire points. Deze empire points kunnen in-game worden verkregen, maar ook worden aangeschaft via Games for Windows marketplace (GWFL) of Steam.
De meeste premiumfuncties zorgen voor extra gameplay-functionaliteit, zoals nieuwe spelmodi of de mogelijkheid om betere wapens en uitrusting te gebruiken. Daarentegen zijn er, sinds juni 2012, ook opties die puur het uiterlijk van eenheden aanpassen.
Voor juni 2012 was het mogelijk om tegen betaling direct premium mogelijkheden te kopen. Zo was het mogelijk om via GFWL en Steam voor verschillende beschavingen pakketten te kopen en ook waren er pakketten beschikbaar voor de decoratie van de hoofdstad. Deze zijn nu allemaal ondergebracht in de in-game winkels en verkrijgbaar tegen empire points.
Op 1 juli 2014 werden alle premiumactiviteiten stopgezet wegens het stoppen van Age of Empires Online. In eerste instantie werd gedacht door de community dat dit was omdat GFWL ook per die datum zou stoppen. Laten zou uitvoerend producent Kevin Perry toelichten dat het ontwikkelen van nieuwe content te duur was qua onderhoud.

## Ontvangst
| Beoordeeld door       | Datum             | Score |
| --------------------- | ----------------- | ----- |
| Jeuxvideo.com         | 23 augustus 2011  | 85%   |
| GamingTrend           | 14 september 2011 | 84%   |
| PC Games (Duitsland)  | september 2011    | 72%   |
| GameStar (Duitsland)  | 1 september 2011  | 70%   |
| Eurogamer.net (GB)    | 17 augustus 2011  | 70%   |
| Cyber Stratege        | 10 september 2011 | 70%   |
| IGN                   | 24 augustus 2011  | 70%   |
| Splitkick             | 12 september 2011 | 70%   |
| PC Gameplay (Benelux) | 30 augustus 2011  | 65%   |